# .32 Winchester Special
El .32 Winchester Special o .32 WS es un cartucho con borde creado en octubre de 1901 para ser usado en el rifle de palanca Winchester Modelo 94. Su denominación es parecida a la del Winchester .32-20 (que también se conoce como .32 WCF), sin embargo, no es el mismo cartucho.

## Historia
Al igual que el .30-30 Winchester, introducido en el mercado de 1895, el .32 WS es una versión recortada .38-55 Winchester de 1884, pero a diferencia del .30-30 Winchester que dispara un proyectil de .308 pulgadas, el .32 Winchester Special dispara un proyectil de .321 pulgadas de diámetro. 
Winchester redujo también las revoluciones del estriado en su rifle Modelo 94, de 1:12 cuando tenía recámara para el .30-30 a 1:16 cuando tenía recámara para el .32 Winchester Special, para reducir la acumulación de cobre y carbón pensando en quienes optaran por recargar sus propias municiones utilizando pólvora negra y balas fundidas. También se comercializó como algo más poderoso que el .30-30 y aun así tenía menos retroceso que el .30-40 Krag, también conocido como .30 Army.
A pesar de estas características, el .32 Winchester Special no tuvo el éxito esperado y se vio limitado por la reducida selección de balas disponibles en el diámetro .321.
Existe una amplia selección de tipos y pesos de balas para .30-30, mientras que las únicas balas comúnmente disponibles en diámetro .321 son 170 granos y 165 granos. Además, debido al lento giro del cañón, la precisión se vio afectada cuando el cañón mostró desgaste.

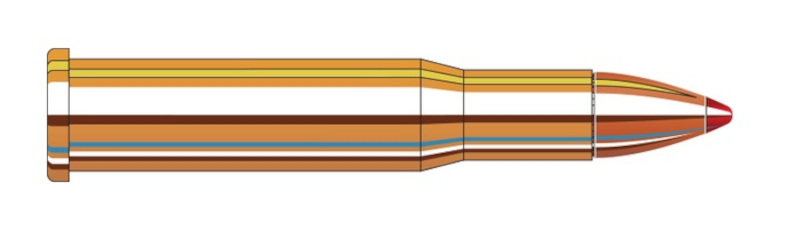
.32 WS

## Dimensiones

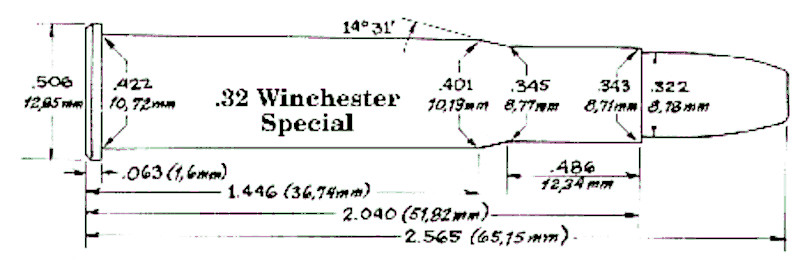

## Performance
Su balística es similar a la del .30-30 Win pero con una bala de mayor diámetro .321 (8,15 mm) permitiendo crear cavidades más grandes en la fauna cinegética. Sin embargo, dado el mismo peso de bala en ambos calibres, el calibre .30 tiene una mayor densidad seccional y, en consecuencia, mayor penetración. Según las afirmaciones originales de Winchester, el .32 WS tiene entre un 5% y un 10% más de energía que el .30-30 a corta distancia, y menos a distancias más largas debido al aumento de la resistencia debido al mayor diámetro del .321 y a su reducida densidad seccional.